# 莫斯科陷落
《異星引力》（俄语：Притяжение，羅馬化：Prityazhenie）是一部2017年俄罗斯科幻片，由費多爾·邦達爾丘克執導和監製，艾琳娜·史塔薛包姆、亞歷山大·佩托洛夫、歐列格·米契可夫與里諾爾·穆卡梅托夫主演。
該片定於2017年1月26日在俄羅斯上映。而本片也是第四部擁有IMAX版本的俄羅斯電影。

## 劇情
故事線圍繞著負責軍事行動的上校Valentin Lebedev，他的女兒Yulia與外星人Hekon發展了一段浪漫的關係，而她以前的男朋友Artyom是主要的反派。
Hekon是先進技術的人形生物種族的代表，他到達地球做研究目的。他的太空船被流星雨所損壞。俄羅斯空軍，並將其破壞，導致太空船墜毀在莫斯科的幾座建築物中，並殺死數百人。同一天Yulia和Artyom參加了觀星事件，Yulia的朋友Svetlana在看流星雨時遇害。
俄羅斯政府決定不與太空船進行接觸，並由它自行修理。著陸區被撤空和柵欄圍起，莫斯科安排了宵禁。同時，Yulia、Artyom和他的朋友Khariton、Ruslan和Piton潛入墜機現場調查外星人。在他們毆打外星人並導致他撞倒一座建築物後，他們在軍隊巡邏隊可能找到他們之前拿了他的裝甲。在另一天，Yulia再次偷偷救出外星人，把他安置到一個叫「Google」的書呆子同學，幫助外星人康復。在檢查他身體的同時，她注意到右手腕上形成一個操縱著水的手鐲。
介紹自己為「Hekon」的外星人最初對地球及其人民缺乏信心，但他告訴他們，正在尋找一種被稱為「Shilk」的設備，這個設備允許他通過太空旅行，而不會破壞他的身體。Shilk像太空船一樣，看來會吸水的。當他走出街頭尋找這個裝置時，警方卻把他誤認為吸毒者，把他送到派出所進行訊問。
同時，Artyom和他的朋友開車去通知Lebedev上校他們在車庫裡無意中發現外星人的裝甲。並且遇到對配給水而生氣的人群，因為太空船看來會吸收水來修復自己。Ruslan決定挑起人群成為一場無秩序的暴亂。當Artyom試圖說服人們停止暴動時，他被一名警察的指揮棒打傷，並被帶到警局，並沒告訴Lebedev上校關於他的發現。
為了獲得Shilk，Yulia去看她的父親，她通知他懷孕了Hekon的孩子時，中斷了與他的軍官會面。她實際上說這樣做是為了分散他的注意力，所以Hekon可以把自己偽裝成一個科學家，把Shilk從容器裡取走，也因為她不高興父親在她母親去世後並沒有多花時間和她在一起。
Yulia透過電話打給Artyom承認了她對Hekon的真正感覺，而Artyom來到時與他的朋友們一起痛打了外星人。Hekon反擊，當Artyom的其中一個朋友試圖射擊Hekon時，Ruslan被擊殺。Artyom和他的一個朋友在警方逮捕他們前逃跑。他公布這個事件，以召集許多的支持者，組成一群人去攻擊Hekon的太空船，並報復Ruslan的死，他把外星人歸咎於此。儘管Piton最初支持，但有時表示懷疑Artyom的目的。
Artyom的一群人突破了一個警察路障，引發了其他幾台機器人裝甲出來打暴徒。Yulia和Hekon用一輛軍車穿過警察路障和暴徒，將他和Shilk帶回他們的船上，同時Artyom憤怒狂暴地使用了Hekon的裝甲。Hekon擊敗Artyom，但Artyom用一把掉下的軍用步槍射殺他和Yulia 。Lebedev上校感到悲傷，他跟隨幾個帶著Yulia和Hekon的步行裝甲去到太空船，在那裡的機器用水來護理Yulia的傷勢。太空船的電腦也回應了Lebedev關於Hekon觀察地球的使命的問題。
Yulia、她的父親，還有其他人都回到日常生活中，另一邊太空船出發離開並釋放了多餘的水。與此同時，Artyom被捕，大概被送往監獄。
在結尾，本片的寓意由Yulia說出：實情是一個來自很遠的外星人信任我們多於我們相信自己。

## 演員
- 艾琳娜·史塔薛包姆 飾 Yulia Lebedeva
- 亞歷山大·彼得罗夫 飾 Artyom
- 歐列格·米契可夫（英语：Oleg Menshikov） 飾 Colonel Valentin Lebedev
- 里諾爾·穆卡梅托夫 飾 Khakon／Khariton

## 製作
主要攝影於2015年11月開始。電影以保密的方式在莫斯科取景拍攝，其中包括了俄羅斯聯邦國防部與俄羅斯聯邦軍隊的參與。

## 反響
《異星引力》獲得了多家俄羅斯媒體的好評，包括《Afisha》、《Kommersant》、《Mir Fantastiki》、《KG-portal》及《好萊塢報導》。Kritikanstvo.ru上的平均得分為67。

## 外部連結
- 官方网站（俄文）
- 互联网电影数据库（IMDb）上《莫斯科陷落》的资料（英文）